# Кейнс, Джон Невилл
Джон Невилл Кейнс (англ. John Neville Keynes; 31 августа 1852, Солсбери, Англия — 15 ноября 1949, Кембридж, Англия) — британский экономист, отец Джона Мейнарда Кейнса.

## Биография
Он был сыном доктора Джона Кейнса и его жены Анны Мейнард Невилл. Получил образование в средней школе Амершама, Университетском колледже Лондона и Пемброк-колледже Кембриджского университета, где с 1876 года сам стал преподавать. Читал лекции по этике в 1883—1911 годах. Избран Секретарём Кембриджского университета в 1910 году и был им до 1925 года.
Он разделил экономическую науку на «позитивную экономику» (исследование о том, что есть и как работает экономика), «нормативную экономику» (изучение того, что должно быть) и «искусство экономики» (прикладную экономику).
Он попытался синтезировать дедуктивные и индуктивные рассуждения в качестве решения проблемы «Methodenstreit». Его основные работы: Studies and Exercises in Formal Logic (1884) и Предмет и метод политической экономии (1891).
Пережил своего старшего сына и скончался 15 ноября 1949 года в Кембридже в возрасте 97 лет.

## Семья
Он женился на Флоренции Аде Браун (которая стала впоследствии мэром Кембриджа). У них было трое детей: экономист Джон Мейнард Кейнс (1883—1946), хирург и исследователь поэзии Уильяма Блейка Джеффри Кейнс (1887—1982) и Маргарет Невилл Кейнс (1890—1974), вышедшая замуж за Арчибальда Хилла в 1913 году.